# Kōstas Īlia
Kōstas Īlia (in greco: Κώστας Ηλία; Famagosta, 9 giugno 1976) è un ex calciatore cipriota, di ruolo attaccante.

## Carriera

### Club
Ha giocato nella massima serie cipriota e greca.

### Nazionale
Ha giocato la sua unica partita con la nazionale cipriota nel 2004.